# Mauro Angelucci
Pour les articles homonymes, voir Angelucci.
Mauro Angelucci, né le 26 août 1961 à Foligno (Ombrie), est un coureur cycliste italien, professionnel de 1982 à 1986. 

## Palmarès
- 1982
  - 9e du Trophée Matteotti
  - 10e du Tour du Latium
- 1983
  - 10e de la Coppa Placci
- 1984
  - 4e de la Coppa Sabatini
  - 8e du Tour de Toscane

## Résultats sur les grands tours

### Tour d'Italie
4 participations
- 1982 : 72e
- 1983 : 103e
- 1984 : 115e
- 1985 : 119e
- 1986 : 103e

### Tour d'Espagne
1 participation
- 1984 : 87e